# Breakaway (album van Kelly Clarkson)
Breakaway is het tweede album van Kelly Clarkson en werd uitgebracht in 2004. Een internationale versie buiten Amerika met ander artwork verscheen in 2005 en maakte Clarkson een grote ster in landen waar ze nog niet was doorgebroken. In totaal werden er wereldwijd 12 miljoen exemplaren van het album verkocht. Clarkson wist hierdoor haar American Idol-imago (dat aan haar kleefde sinds ze in 2002 de talentenjacht won) compleet van zich af te schudden. 

## Nummers
* = niet op elke versie van dit album aanwezig